# خیابان داونینگ

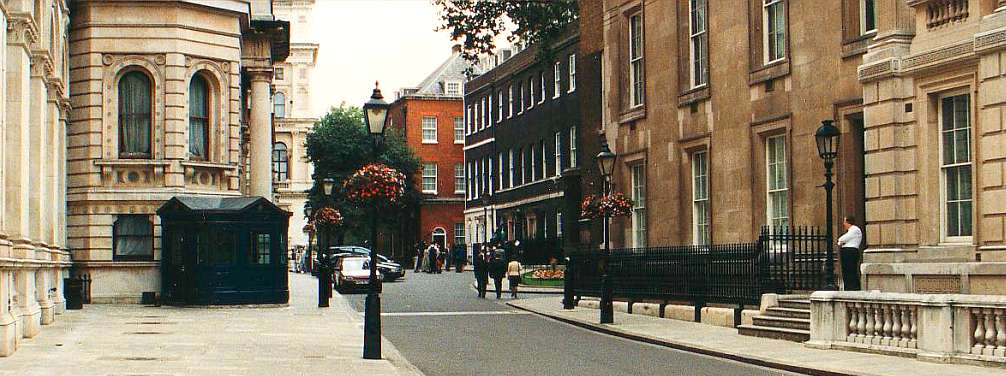
داونینگ استریت

خیابان داونینگ خیابانی در وست مینیستر لندن است؛ که در حدود ۲۰۰ سال اقامتگاه وزرای بلندپایه کابینه انگلیس بوده است و علاوه بر آنها لرد بلندپایه خزانه‌داری معاون وی و رئیس اداره خزانه نیز در این مکان اقامت دارند و دفتر نخست‌وزیر انگلیس نیز در همین خیابان است. مهم‌ترین نشانی در خیابان داونینگ آدرس پلاک ۱۰ خیابان داونینگ است؛ که سال‌ها اقامتگاه لرد بلندپایه اداره خزانه‌داری بوده و امروزه با ادغام دو سمت نخست‌وزیری و لرد بلندپایه خزانه، این محل میزبان نخست‌وزیر انگلیس است؛ بنابراین برای اشاره به محل زندگی و دفتر نخست‌وزیر معمولاً از «خیابان داونینگ» یا «پلاک ۱۰» استفاده می‌شود و به همین ترتیب برای اشاره به محل زندگی و دفتر رئیس اداره خزانه از «پلاک ۱۰» استفاده می‌شود.

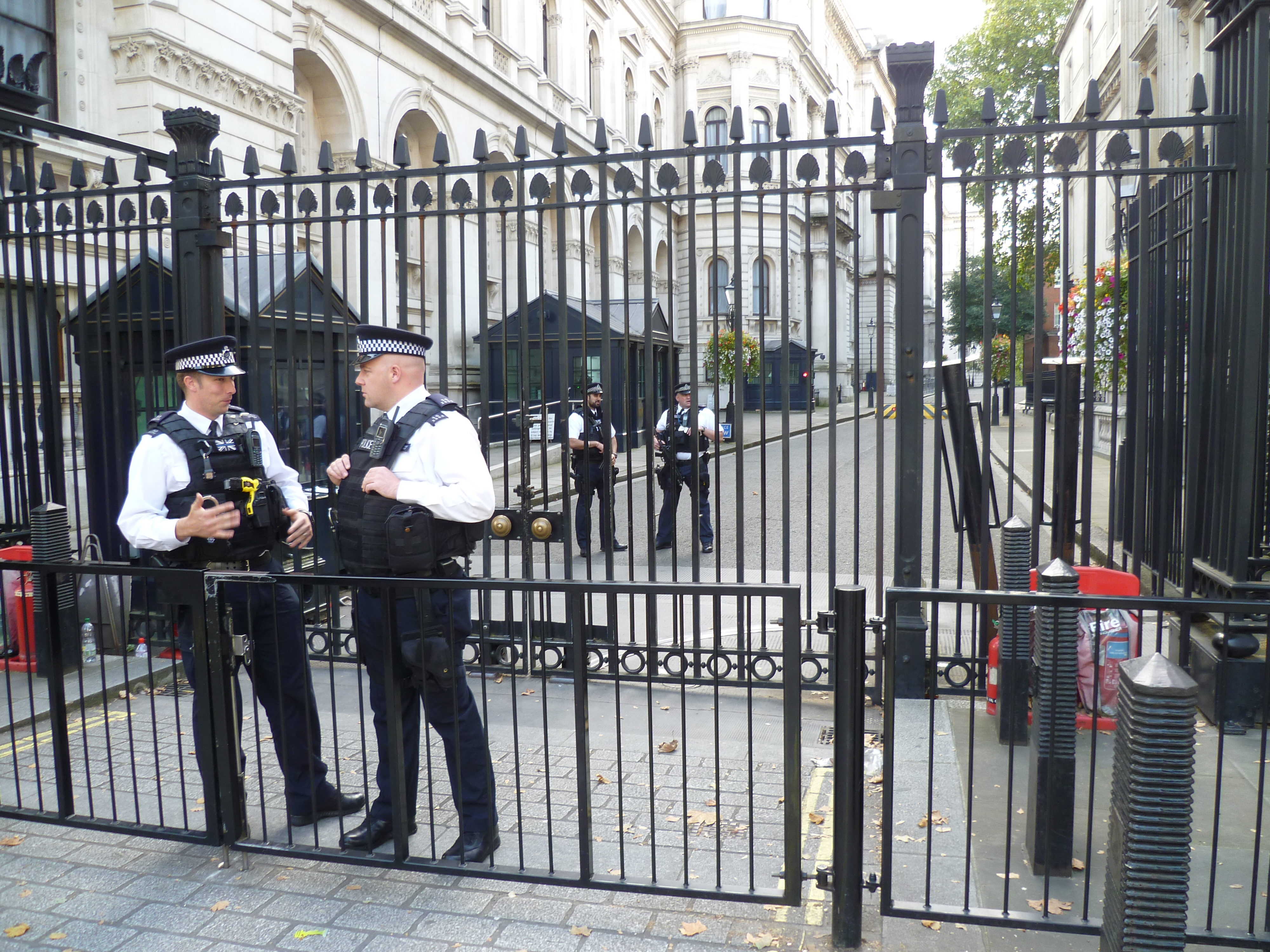
دروازه‌های داونینگ استریت

داونینگ استریت در وایت‌هال در مرکز لندن قرار گرفته و تنها چند دقیقه با کاخ وست‌مینستر/ پارلمان انگلیس فاصله دارد. این خیابان در کنار مرکز گارد سواره نظام و پارک سینت جمیز قرار دارد. این خیابان توسط سرجرج داونینگ، اولین بارون انگلستان ساخته شده که به همین دلیل به نام وی نامگذاری شده است (وی در فاصله ۱۶۳۲ تا ۱۶۸۹ می‌زیسته است). داونینگ یک سرباز و دیپلمات انگلیسی بود؛ که تحت امر اولیور کرامول و چارلز دوم، پادشاه انگلستان کار می‌کرد. پادشاه به علت جان‌فشانی‌های وی قطعه زمینی را در کنار پارک سینت جیمز به او هدیه کرد؛ که امروزه داونینگ استریت در آن قرار دارد. نخست‌وزیر بریتانیای کبیر، رئیس اداره خزانه و بازرس ارشد حزب همگی در یکی از خیابان‌های داونینگ استریت زندگی می‌کنند. طبق آمار وبگاه داونینگ استریت، آخرین فردی که با مالکیت خصوصی در این منطقه زندگی می‌کرده فردی به نام آقای چیکن بوده که اطلاع دقیقی در مورد وی در دست نیست و فقط می‌دانیم که در دهه ۱۷۳۰ این مکان را ترک کرده است. در قرن نوزدهم، خانه‌های موجود در این منطقه به دفاتر خارجی تبدیل شدند. در دهه‌های ۱۹۵۰ و ۱۹۶۰، طرحی برای تخریب دفاتر خارجی و بقیه داونینگ استریت و ساختن «چیزی مدرن تر» ارائه شد. با این وجود این طرح هرگز اجرا نشد تا به حال نیز به آن توجهی نشده است.

## تاریخ
در طول تاریخ، وزیران در هر خانه‌ای که آن را مناسب خود می‌دانسته‌اند زندگی کرده‌اند. گاهی اوقات پلاک ۱۱ نه تنها توسط رئیس اداره خزانه بلکه توسط افرادی که نامزد معاونت نخست‌وزیری بودند (چه این عنوان را تصاحب می‌کردند و چه نمی‌کردند) اشغال می‌شد و این یک رسم عمومی در دولت ائتلافی بود. گاهی اوقات هم وزیر مربوطه خانه‌ای را در داونینگ استریت در اختیار می‌گرفت و در جای دیگری زندگی می‌کرد و تنها از آن برای مهمانی‌ها و مناسبت‌های رسمی استفاده می‌کرد.
ویلیام گلدستون در طول دوران نخست‌وزیری خود که از سال ۱۸۸۱ آغاز شد در پلاک‌های ۱۰، ۱۱، ۱۲ سکنی گزید. از آنجا که وی هم نخست‌وزیر و هم رئیس خزانه بود این مسئله کاملاً طبیعی می‌کرد. پس از انتخاب سراسری بریتانیای کبیر / در سال ۱۹۹۷ که در آن حزب کارگر انگلستان به قدرت رسید، تونی بلر که دارای سه فرزند بود در خانه شخصی خودش زندگی می‌کرد به همراه گوردون براونکه در آن زمان مجرد بود به داونینگ استریت نقل مکان کردند. اگرچه پلاک ۱۰ همچنان به عنوان دفتر نخست‌وزیر مورد استفاده قرار گرفت اما بلر و خانواده اش به آپارتمانی بزرگتر در پلاک‌های ۱۱ و ۱۲ نقل مکان کردند و براون هم در آپارتمانی در پلاک ۱۰ مستقر شد. او از این آپارتمان برای تفریح خود استفاده می‌کرد اما در سال ۲۰۰۶ به همراه خانواده خود به آنجا نقل مکان کرد.

## ورودی‌های داونینگ استریت
در سال ۱۹۸۶ دروازه‌های فولادی مشکی رنگی در ورودی داونینگ استریت کار گذاشته شد تا نخست‌وزیر وقت مارگارت تاچر از حملات تروریستی قو به خصوص حملات ارتش جمهوری‌خواه ایرلند در امان بماند. پیش از آن همه افراد می‌توانستند در داونینگ استریت قدم زده و وارد پلاک ۱۰ شوند و از این طریق مسیر خود را به پارک سینت جیمز کوتاه کنند. در سال ۲۰۰۳، شالوده دروازه‌ها مستحکم شد.